# NGC 841
NGC 841 je galaksija u zviježđu Andromeda.

## Vanjske poveznice
- SEDS: NGC 841